# Ziehlovo–Neelsenovo barvení

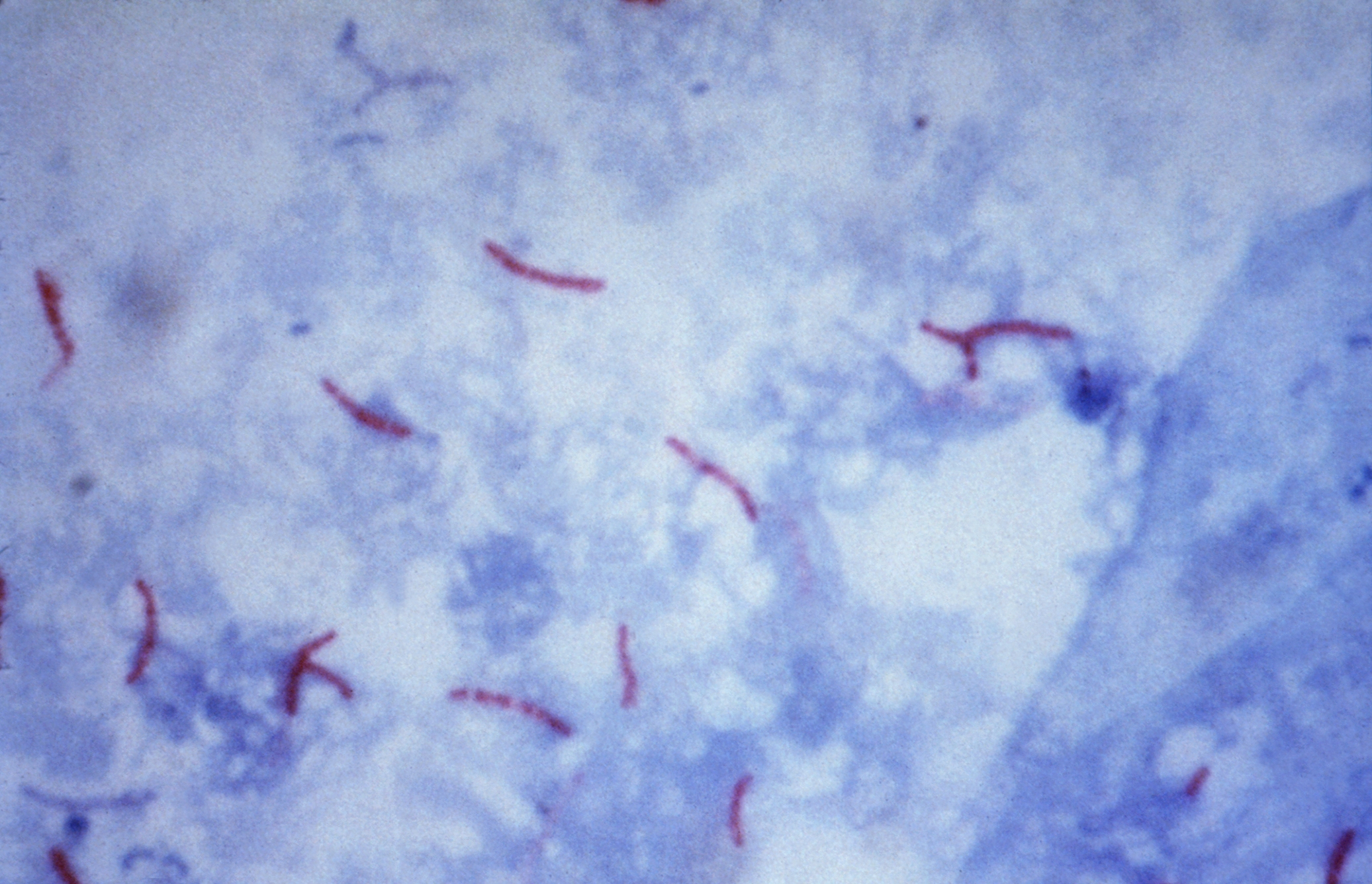
Mycobacterium tuberculosis (červeně) v preparátu obarveném Ziehlovým–Neelsenovým barvením

Ziehlovo–Neelsenovo barvení je metoda v bakteriologii, jež se používá k průkazu tzv. acidorezistentní bakterií, konkrétně mykobakterií a nokardií a některých aktinomycet. Metodu objevili a popsali německý bakteriolog Franz Ziehl a patolog Friedrich Neelsen. Jedná se o jednu z nejpoužívanějších metod diagnostiky tuberkulózy.

## Princip barvení
Metoda je založena na principu, že acidorezistentní bakterie mají schopnost přijímat zahřátá barviva (karbolfuchsin), která se udrží ve stěně i po následném odbarvení kyselým alkoholem.

## Postup
1. Preparát fixovaný nad plamenem se přelije koncentrovaným karbolfuchsinem.
2. Zahřívá se, dokud není vidět stoupat pára (jinak by barvení karbolfuchsinem nebylo účinné).
3. Opláchne se vodou.
4. Preparát se odbarví kyselým alkoholem (1% HCl v 70% etanolu), dokud neodtéká z preparátu čirý alkohol.
5. Opláchne se vodou a dobarví se buď metylenovou modří nebo malachitovou zelení.

Acidorezistentní bakterie se jeví po výsledném barvení červeně (až růžově) na modrém (v případě met. modři) nebo zeleném pozadí (v případě mal. zeleně) (viz obrázek).